# Молош, Алина Андреевна
Али́на Андре́евна Мо́лош (бел. Аліна Молаш, 5 января 1997, Ивацевичи) — белорусская певица, лауреат многих международных конкурсов, представительница Беларуси в составе трио на детском конкурсе песни «Евровидение-2008» на Кипре.

## Биография
Алина Молош родилась 5 января 1997 года в городе Ивацевичи Брестской области. Петь начала с 5 лет, первое выступление состоялось в 7 лет.
В сентябре 2006 года Алина начала обучение в Национальном Центре музыкальных искусств имени Владимира Мулявина под руководством заслуженного деятеля культуры Республики Беларусь Светланы Стаценко (мамы Ксении Ситник).
В 2007 году поступила в Ивацевичскую музыкальную школу, где в качестве инструмента выбрала аккордеон, в 2010 году начала учиться играть на гитаре.
В 2010 году Алина Молош стала лицом детского конкурса песни «Евровидение-2010».
В 2012 году поступила в Минский Государственный колледж искусств на отделение «Искусство эстрады».

## Детское «Евровидение 2008»
Победителем Республиканского отбора «Песня для Евровидения» стало трио, в состав которого входили Алина Молош (11 лет), Даша Надина (12 лет) и Карина Жукович (12 лет) — воспитанницы Светланы Стаценко.
22 ноября 2008 года они выступили в городе Лимассол с песней «Сердце Беларуси», написанной Дарьей Надиной и заняли 6 место из 15 стран-участниц. После конкурса трио распалось, так как каждая участница хотела заниматься сольной карьерой.

## Песни
- «В горнице»
- «Гэй, у лесе»
- «Ой, упала зорачка»
- «Сердце Беларуси»
- «С Новым годом!»
- «Здравствуй, солнышко моё»
- «Под зонтом»
- «Цветы под снегом» (под аккомпанировку Кима Брейтбурга)
- «Перечитай» (дуэт с И. Афанасьевой)
- «Благослови» (дуэт с П. Елфимовым)
- «Не жди»
- «Кропелькай на далони»
- «Адлятала птушка»
- «Вернись»
- «Поджигаю» (слова и музыка Михаила Сосунова)

## Видеоклипы
| Год  | Название      |
| ---- | ------------- |
| 2009 | «Гэй, у лесе» |

## Участие в конкурсах
- 27 апреля 2007 года — первая премия Международного фестиваля юных талантов «Земля под белыми крыльями», проходившем в городе Мозыре.
- 20 мая 2008 года — первая премия на Международном фестивале детского творчества «Золотая пчелка» в городе Климовичи.
- 13 июля 2008 года — первая премия на Международном фестивале искусств «Славянский базар» в Витебске[2].
- 12 сентября 2008 года — первое местоо с песней «Сердце Беларуси» в составе трио в Белорусском отборе «Песня для Евровидения»[3].
- 22 ноября 2008 года — 6 место в составе трио на Детском конкурсе Евровидение 2008.
- 20 октября 2010 года — вторая премия в Литве на Международном фестивале искусств «Kaunas Talent 2010»[4].
- 10-14 февраля 2012 года — вторая премия на «VII Международном фестивале-конкурсе детского и юношеского творчества „Окно в Европу“», проходящем в Санкт-Петербурге.
- 1-5 марта 2012 года — первая премия в городе Санкт-Петербург на конкурсе «Музыкальная карусель».
- 13 июня 2014 года — Гран-при и приз имени Владимира Мулявина на Национальном конкурсе молодых исполнителей белорусской эстрадной песни, проходившем в рамках Национального фестиваля белорусской песни и поэзии в Молодечно[5].
- 24 октября 2014 года - Гран-при Республиканского конкурса молодых эстрадных исполнителей"Белазовский аккорд"

## Статьи
- Алина Молош: «Душа моя поет…»
- Девочка-самородок из Ивацевичей (недоступная ссылка)
- Алина Молош участвует в проекте «Я пою»
- Трио под номером три
- Светлана Стаценко: «Просто хочется, чтобы девочки выступили достойно»
- Третий номер нашей тройки (недоступная ссылка)
- Болеем за наших, голосуем за лучших! (недоступная ссылка)
- Даша, Алина и Карина заняли на «Евровидении» 6 место
- Спасающие из огня.
- «Сердце Беларуси» застучит на Кипре
- Концерт «Дети — детям» собрал всех «детей Евровидения»
- Сергей Билый: «Детская песня должна быть хитовой» (недоступная ссылка)
- «Девушка-песня: Алина Молош»